# Val de Passey
Val de Passey, autrement écrit Val-de-Passey, est une ancienne commune française du département de Meurthe-et-Moselle en région Grand Est. Elle est rattachée à celle de Choloy en 1820.

## Toponymie
Anciennes mentions : Paceium (1188), Passeyum (1359), Pacé (1708).

## Histoire
D'après l'État du temporel des paroisses de 1708, Il y a entre les côtes de Domgermain un vallon d'environ un quart de lieue de longueur, dans lequel se trouve un prieuré, dit de Pacé, qui est de l'ordre de Saint-Benoît, ainsi que deux moulins et deux maisons qui forment une communauté de 5 ou 6 ménages, dont la seigneurie appartient à S.A.R. (le duc) en toute haute justice, moyenne et basse. 
Le moulin et le censier ou fermier du prieuré ne dépendent d'aucune paroisse. Les religieux de Saint-Mansuy de Toul y administrent quelquefois les sacrements ; le prieuré appartient à ces religieux. Il y a une petite église, des bâtiments pour un fermier, un moulin, des terres, prés et vignes. Les autres maisons du Val de Pacé, au nombre de trois, sont de la paroisse de Choloy à cette époque.
Ce prieuré, qu'un pouillé de 1768 appelle « le prieuré du Val de Pacé ou de Saint-Maur », remonte à une époque assez éloignée ; Dom Calmet donne dans les preuves de son Histoire de Lorraine trois bulles du pape Innocent IV de l'an 1246 relatives à cette maison.
Les communes de Choloy et de Val-de-Passey sont réunies par ordonnance royale du 20 avril 1820.

## Démographie
| 1793 | 1800 | 1806 |
| ---- | ---- | ---- |
| 42   | 60   | 59   |

En 1853, il y a 13 maisons et 52 habitants.